# 恋の罠 (映画)
『恋の罠』（こいのわな、原題：음란서생）は、2006年公開の韓国映画。観覧基準があり18歳以上が観覧可能である。『スキャンダル』の脚本家であるキム・デウの監督デビュー作。封切り5日ぶりに100万名が観覧。上映時間139分。
第42回百想芸術大賞で映画新人監督賞（キム・デウ）、第43回大宗賞で衣裳賞（チョン・ギョンヒ）、第27回青竜映画賞で美術賞（チョ・グニョン、ホン・チュヒ）、第5回大韓民国映画大賞で美術賞（チョ・グニョン）、第26回韓国映画評論家協会賞で美術賞（チョ・グニョン）、脚本賞、新人監督賞（キム・デウ）を受賞。
DVD邦題は『恋の罠 淫乱書生』。

## あらすじ
両班であるユンソ（ハン・ソッキュ）は偶然にみだらな内容の小説を接しながら、秋月色という筆名で淫書を発表する。家門の仇敵であるグァンホン（イ・ボムス）に挿し絵を頼みながら、二人の小説である「黒谷秘事」は漢陽最高の小説になる。

## 出演者
- ハン・ソッキュ：ユンソ
- キム・ミンジョン：チョンビン
- イ・ボムス：グァンホン
- オ・ダルス：フォンガ
- アン・ネサン：愛されない孤独な王
- キム・ビョンウク：左議政
- キム・ルェハ：チョ内侍
- キム・ギヒョン
- ウ・ヒョン

## スタッフ
- 監督・脚本：キム・デウ
- 撮影：キム・ジヨン
- 照明：シン・サンヨル
- 美術：チョ・グニョン、ホン・チュヒ
- 衣裳：チョン・ギョンヒ
- 助監督：イ・チャン